# Annabelle (film)
Annabelle – amerykański horror z 2014 r. w reżyserii Johna R. Leonettiego. Spin-off Obecności z 2013 roku.

## Obsada
- Annabelle Wallis jako Mia Form
- Ward Horton jako John Form
- Tony Amendola jako ojciec Perez
- Alfre Woodard jako Evelyn
- Kerry O’Malley jako Sharon Higgins
- Brian Howe jako Pete Higgins
- Eric Ladin jako detektyw Clarkin
- Ivar Brogger jako doktor Burgher
- Gabriel Bateman jako Robert
- Shiloh Nelson jako Nancy
- Morganna May jako Debbie
- Sasha Sheldon jako pielęgniarka
- Christopher Shaw jako Fuller

i inni